# Малатеста, Галеотто I

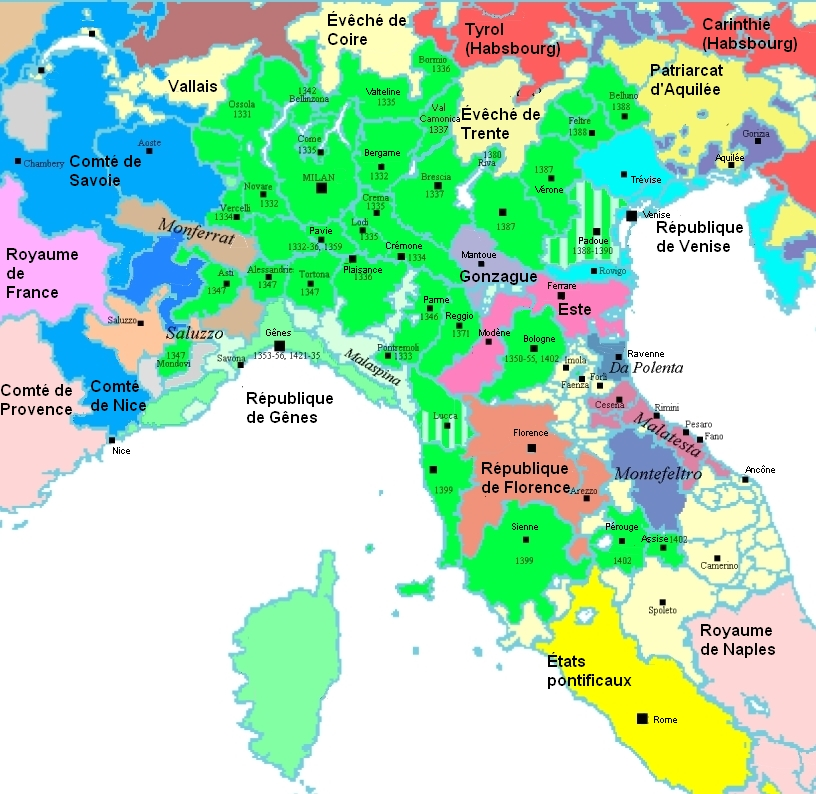
Владения Малатеста на карте Италии

Галеотто I Малатеста (итал. Galeotto I Malatesta; ум. 21 января 1385, Чезена) — итальянский кондотьер, правитель (в качестве папского викария) Римини, Фано, Чезены, Асколи-Пичено и Фоссомброне из рода Малатеста. Сын Пандольфо I, брат Малатеста III Гуастафамилья.
Итальянский историк Giovanni di Mastro Pedrino (ум. 1465) утверждает, что Галеотто I умер в возрасте 85 лет, и поэтому во многих биографиях указан год рождения 1299 год. Вероятно, он родился намного позже — около 1315 года (если исходить из даты рождения детей).

## Биография
В союзе с братом и кардиналом Бертраном дю Пуже в 1333 году воевал с Феррарой, но попал в плен. Освободившись, вместе со своим двоюродным братом Феррантино выступил против папского легата. Их войска заняли Римини, однако власть в городе захватил Феррантино, обманув своего союзника. Война между ними окончилась при посредничестве императора Людовика IV Баварского, передавшего Галеотто I город Фано.
В 1347 году Галеотто I вторгся в Анконскую марку и захватил Анкону и Сенигалью. На подступах к Фермо его войско разгромило армию Джентиле да Мольяно и Лоньо деи Симонетти, последний попал в плен.
В мае 1348 года в Асколе началась эпидемия чумы, и жители, опасаясь военного вторжения, призвали на помощь Галеотто I. Он собрал армию из асколанцев и в ноябре того же года под Сан Северино нанёс поражение Джентиле да Мольяно, захватив множество пленных и большое количество продовольствия. В течение короткого времени Галеотто I занял все города Марки, кроме Фермо.
После этого он на несколько лет прекратил военные действия и даже совершил паломничество в Святую Землю.
В 1353 году при поддержке брата окружил Фермо и после нескольких месяцев осады взял город.
Для наведения порядка в Романью был послан кардинал Альборнос. Он одержал несколько военных побед и вынудил многих князей подчиниться, в их числе — братьев Малатеста. Они утратили многие свои завоевания, в то же время сохранив родовые владения — Римини, Пезаро, Фано и Фоссомброне, и получили титул папских викариев.
С 1356 года Галеотто I — гонфалоньер Церкви с месячным жалованием в 300 флоринов. Выступил против Орделаффи и захватил Фаэнцу, в следующем году — Чезену, в 1359 году — Форли. Последующие несколько лет воевал во главе папских войск.
В 1364 году вмешался в войну между Флоренцией и Пизой, сменив своего племянника Пандольфо во главе флорентийской милиции. В сражении при Качине (10 км от Пизы) одержал победу над Джоном Хоквудом, капитаном пизанцев.
В том же году наследовал умершему брату (Малатеста III Гуастафамилья) в качестве папского викария Римини, правил вместе с племянниками — Малатеста Унгаро (Римини) и Пандольфо II (Песаро, Фано и Фоссомброне).
В 1370 году получил в лен от папы Сансеполькро. В следующем году папа Григорий XI назначил его генералом Церкви для борьбы с Бернабо Висконти. В 1373 году разбил войско Барнабо Висконти под Монтикьяри, в районе Брешии.
В том же и в 1375 году после смерти племянников объединил в своих руках все владения рода Малатеста. В 1378 году папский легат утвердил его сеньором Чезены.
В 1383 году отвоевал у Гвидо да Полента Сенигаллию. В равеннской епархии захватил Червию, Поленту, Кульянелло и Бастию.

## Семья
Первая жена — Элиза де ла Вилетт (ум. 1366), детей не было.
Вторя жена (с 1367) — Жентиле да Варано, дочь кондотьера Родольфо II да Варано, сеньора Камерино. Дети и города, которые они получили в управление после смерти отца:
- Карло I (1368—1429) — Римини
- Пандольфо III (1370—1427) — Фано, Мондавио, Скортиката
- Маргарита (1370—1399), с 1393 жена Джанфранческо Гонзага, сеньора Мантуи
- Андреа (1373—1416) — Чезена, Фоссомброне и Ронкофреддо
- Галеотто Белфьоре (1377—1400) — Червия, Мельдола, Сансеполькро, Сестина, Сассофельтрио, Монтефиоре.